# Evropské hodnoty
Evropské hodnoty jsou normy a hodnoty, které mají Evropané údajně společné a které přesahují národní nebo státní identitu. Kromě toho, že tato doktrína pomáhá podporovat evropskou integraci, poskytuje také základ pro analýzy, které charakterizují evropskou politiku, ekonomiku a společnost jako odraz sdílené identity. Často bývají spojovány s lidskými právy, liberální demokracií a právním státem.

## Přehled
Zejména ve Francii je „evropská myšlenka“ ( l'idée d'Europe ) spojována spíše s politickými hodnotami odvozenými z dob osvícenství a republikánství vyrůstajícím z Francouzské revoluce a revolucí roku 1848 než z osobní či individuální identity formované kulturou či etnicitou (natož s "panevropským" konstruktem zahrnujícím i oblasti kontinentu, které nebyly nikdy zasaženy racionalismem 18. století či republikánstvím).
Výraz „evropské hodnoty“ vznikl jako politický neologismus v 80. letech 20. století v souvislosti s projektem evropské integrace a budoucím formováním Evropské unie. Sousloví zpopularizovala European Values Study - dlouhodobý výzkumný program zahájený v roce 1981, jehož cílem bylo zdokumentovat pohled na „obecné lidské hodnoty“ evropské populace. Projekt vyrostl ze studijní skupiny na téma „hodnoty a sociální změny v Evropě“, kterou iniciovali Jan Kerkhofs a Ruud de Moor (Katolická univerzita v Tilburgu). Tvrzení, že obyvatelé Evropy mají svébytný soubor politických, ekonomických a sociálních norem a hodnot, které postupně nahrazují národní hodnoty, nazval McCormick (2010) „evropanstvím“.
„Evropské hodnoty“ byly v mezinárodních vztazích stavěny do protikladu k neevropským hodnotám, zejména v dichotomii Východ–Západ, „evropské hodnoty“ individualismu a idea lidských práv v kontrastu s východními tendencemi ke kolektivismu. Na „evropské hodnoty“ je však pohíženo i kriticky, jejich „temnější“ stránka nutně nevede k mírovějším výsledkům v mezinárodních vztazích.
Spojení „evropských hodnot“ a evropské integrace, o kterou usiluje Evropská unie, se dostalo do popředí zájmu s východním rozšířením EU po ukončení studené války.
Lisabonská smlouva (2007) resp. jí upravená Smlouva o Evropské unii v článku 2 uvádí: „Unie je založena na hodnotách úcty k lidské důstojnosti, svobody, demokracie, rovnosti, právního státu a dodržování lidských práv, včetně práv příslušníků menšin.“
Průzkum Eurobarometru z roku 2012 uvedl, že 49 % dotázaných označilo členské státy EU za „blízké“ z hlediska „společných hodnot“ (pokles oproti 54 % v roce 2008), 42 % je označilo za „odlišné“ (nárůst oproti 34 % v roce 2008).

## Habermas a Derrida (2005)
Filozofové Jürgen Habermas a Jacques Derrida napsali článek pro deník Frankfurter Allgemeine Zeitung, v němž prohlásili, že se rodí „evropská veřejná sféra“. Tvrdili, že nové hodnoty a zvyky daly současné Evropě „vlastní tvář“ a viděli příležitost k vytvoření „jádra Evropy“ (vyjma Británie a východní Evropy), která by mohlo být protiváhou Spojených států.
Ve snaze vysvětlit co Evropa představuje, uvedli oba filozofové šest aspektů toho, co označili za společnou evropskou „politickou mentalitu“:
- sekularizaci
- důvěru ve stát a skepsi ohledně možností trhu
- realistická očekávání ohledně technologického pokroku.
- wefarismus
- nízký práh tolerance pro použití síly
- Multilateralismus v rámci reformované Organizace spojených národů[8]

## McCormick (2010)
Politolog John McCormick tyto myšlenky dále rozvádí a za klíčové atributy evropanství označuje následující:
- přehodnocení významu občanství a vlastenectví. Druhé jmenované, hrdost na vlast, je nahrazováno hrdostí na ideje, jinak známé jako ústavní vlastenectví. Identifikace s národy nebo státy se stále více spojuje s identifikací s Evropou.
- kosmopolitismus neboli spojení s univerzálními myšlenkami a přesvědčení, že všichni Evropané, a možná i všichni lidé, patří do jediného morálního společenství, která přesahuje hranice států nebo národní identitu. Místní a globální nelze oddělit ani odlišit
- komunitarismus, který, na rozdíl od liberálního důrazu na práva jednotlivce, vyzdvihuje rovnováhu mezi zájmy jednotlivce a komunity a zdůrazňuje odpovědnost vlády vůči všem, kdo žijí pod její jurisdikcí. Evropanství tvrdí, že společnost může někdy lépe posoudit, co je pro jednotlivce dobré, než naopak
- kolektivní společnost. Evropanství zdůrazňuje názor, že ke společenským rozporům dojde navzdory snahám zajistit rovné příležitosti a akceptuje roli státu jako hospodáře a garanta společenského blahobytu
- welfariismus nebo odkaz na evropanské myšlenky, podle nichž je sice třeba vítat, oceňovat a odměňovat individuální úsilí, ale společnost má odpovědnost za to, aby zajistila co nejrovnější podmínky a spravedlivé rozdělení příležitostí a bohatství všem. Evropanství klade důraz na rovnost výsledků před rovností příležitostí
- udržitelný rozvoj neboli přesvědčení, že rozvoj by měl uspokojovat potřeby současnosti, aniž by ohrožoval potřeby budoucích generací
- nové vymezení rodiny. Postavení evropské rodiny se mění, stále méně Evropanů se rozhoduje pro sňatek, zvyšuje se věk při vstupu do manželství, roste rozvodovost, klesá porodnost, stále více dětí se rodí mimo manželství a stále častěji se setkáváme s neúplnými rodinami
- práce pro život. Postmateriální Evropané pracují méně hodin, lépe tento čas využívají a vytvořili zákony a politiky vstřícné k rodině
- trestní právo. V oblasti trestního soudnictví znamená evropanství větší důraz na práva jednotlivce a upřednostňování řešení sporů vyjednáváním před konfrontací prostřednictvím zákona
- multikulturalismus v němž má Evropa dlouhou a často přehlíženou tradici vyplývající z rozmanitosti evropských společností, a evropanistický zvyk integrovat stěžejní hodnoty a rysy nových skupin, s nimiž se její dominantní kultury dostaly do kontaktu. To bylo v 21. století zpochybněno zvýšenou rasovou a náboženskou rozmanitostí Evropy a evropskou migrační krizí
- sekularismus je pravděpodobně tou vlastností, která je s Evropou spojována nejzřetelněji. Zatímco ve většině ostatních zemí světa náboženství stále roste, prakticky ve všech evropských zemích jeho role klesá. V politice a veřejném životě hraje stále okrajovější roli, přičemž silně ovlivňuje evropanské postoje k vědě a k veřejným politikám, v nichž hraje roli náboženská víra
- odpor k trestu smrti . Ten je zakázán ve všech členských státech Evropské unie a Rada Evropy a evropské vlády pracovaly na dosažení celosvětového moratoria jako prvního kroku k jeho celosvětovému zrušení
- trvalý mír. Zatímco dříve byla Evropa oblastí téměř neustálých válek, konfliktů a politického násilí, je dnes oblastí všeobecného míru a oblastí, která dosáhla velkého pokroku na cestě k dosažení kantovské podmínky věčného míru. Mezistátní válka v regionu je údajně nemyslitelná a nemožná, dokonce i během nejhorších ekonomických nebo finančních potíží
- multilateralismus. Evropanství se vyhnulo vlastnímu národnímu zájmu ve prospěch spolupráce a konsensu, prosazování hodnot spíše než zájmů, spoléhání se na mezinárodní pravidla a dohody a budování koalic a práce prostřednictvím mezinárodních organizací na řešení problémů.

## Evropská unie
Evropská unie prohlašuje prosazování hodnot za svůj přední cíl společně s mírem a blahobytem občanů, přičemž hodnotami jsou míněny: lidská důstojnost, svoboda, demokracie, rovnost, právní stát a lidská práva. Tyto základní hodnoty a cíle jsou definovány v Lisabonské smlouvě.